# Horouta inconstans
Horouta inconstans är en insektsart som beskrevs av Knight 1975. Horouta inconstans ingår i släktet Horouta och familjen dvärgstritar. Inga underarter finns listade i Catalogue of Life.